# Giovanni Battista Orsi
Giovanni Battista Orsi (San Fedele Intelvi, 1600 circa – Boemia, 1641) è stato un architetto italiano.
Fu attivo a Praga e a Vienna. Era il padre dell'architetto Giovanni Domenico Orsi de Orsini.

## Biografia
Nacque a San Fedele Intelvi verso il 1600. Qui, il 14 febbraio 1627, sposò Lucia Retacco. Subito dopo si trasferì a Praga. Il più tardi nel 1634 si trasferì a Vienna, ove nacque il figlio Giovanni Domenico Orsi de Orsini (o anche Giovanni Domenico Orsi). Morì nel 1641 e la vedova sposò nello stesso anno il capomastro e compatriota Andrea Allio il Giovane.

## Opere

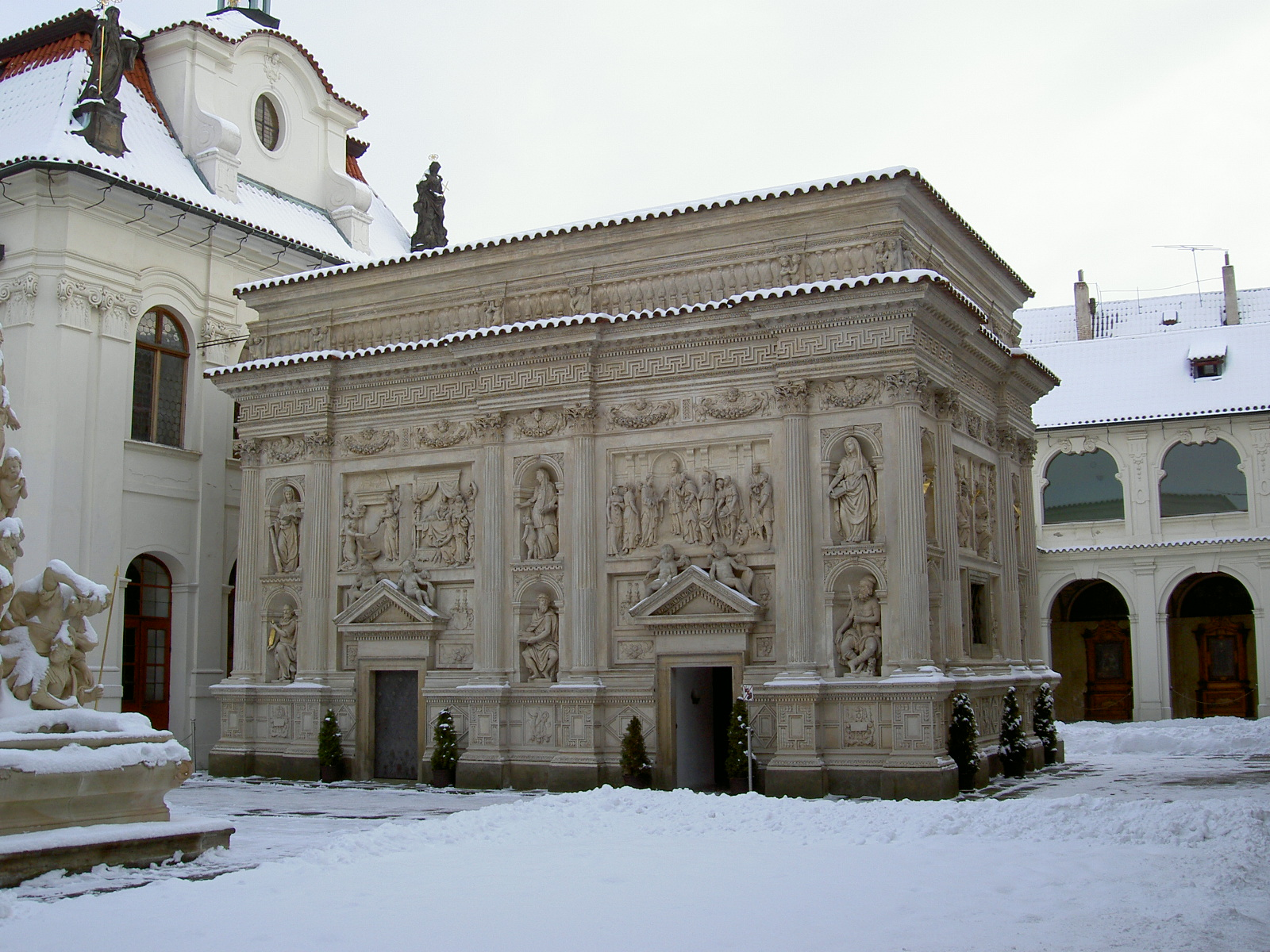
La Casa Santa di Loreto a Praga

L'unica opera a lui attribuibile fino ad ora con certezza è la sua partecipazione nel 1626, come architetto e capomastro, alla costruzione del convento dei cappuccini nel quartiere praghese di  Hradčany. Qui egli costruì la cappella della Madonna di Loreto, sul modello della Santa Casa di Loreto, che fu terminata nel 1627.